# Степанян, Лео Суренович
Лео Суренович Степанян (19 марта 1931, Ереван — 16 февраля 2002, Москва) — советский и российский орнитолог, ведущий систематик птиц в СССР и России в конце XX века.

## Биография
Родился 19 марта 1931 году в Ереване. Отец — врач Сурен Николаевич Степанян, мать — Юлия Кузьминична. Вскоре семья переехала в Ессентуки. В 1950 году окончил в Ессентуках среднюю школу и поступил на биолого-почвенный факультет МГУ. Учился на кафедре зоологии позвоночных у Г. П. Дементьева, В. Г. Гептнера, Е. С. Птушенко.
В 1955 окончил МГУ, два года работал сотрудником Зоологического музея МГУ и экскурсоводом там же. С 1957 года до 1975 года преподавал на кафедре зоологии Московского пединститута им. В. И. Ленина. С 1958 года ассистент этой кафедры. Какое-то время работал в институте географии. Участвовал и руководил орнитологическими экспедициями на Тянь-Шань и Памир, в Туркмению и Казахстан, в Приуралье, на Сахалин и на Кавказ. В 1962 году на ученом совете биологического факультета МГУ защитил кандидатскую диссертацию «Эколого-географический анализ авифауны хребта Терскей-Ала-Тау (Тянь-Шань)». С 1961 по 1973 имел постоянное рабочее место в отделе орнитологии Зоологического музея МГУ.
В 1975 года перешёл в Институт эволюционной морфологии и экологии животных АН СССР (ныне — ИПЭЭ РАН). Участвовал там в экспедициях в Монголию, Вьетнам и в Северную Корею и на научном судне «Каллисто» по островам юго-западной части Тихого океана.
В 1990 году защитил докторскую диссертацию по теме «Надвиды и виды-двойники в авифауне СССР».
Активный коллекционер тушек птиц, обладал уникальной частной коллекцией, которая после смерти Л. С. Степаняна поступила в Зоологический музей МГУ.
Член редколлегии «Зоологического журнала» и ежегодника «Орнитология». Член Всесоюзного орнитологического комитета, Международного комитета по орнитологической номенклатуре, Совета Всесоюзного орнитологического общества, возглавлял Библиотечный совет ИЭМЭЖ.
Автор около 230 научных работ, в том числе 6 книг. Описал 14 новых подвидов птиц, часть из которых позднее признаны видами.

## Семья
- Мать — Юлия Кузьминична урождённая ?
- Жена — Елена Николаевна Степанян (урождённая Лебедева, род. 10.05.1938)
  - Сын — Игорь Лео,
- Брат — Валерий Суренович Степанян.

## Таксоны, описанные Л. С. Степаняном
- Гирканская гаичка (Poecile hyrcanus), первоначально описана как подвид P. lugubris)
- Сахалинский сверчок (Locustella amnicola Stepanyan, 1972), в настоящее время известен как Helopsaltes amnicola
- Тростниковая сутора Поливанова (Paradoxornis heudei polivanovi), рассматривается также как самостоятельный вид. Описана в честь орнитолога В. М. Поливанова.
- Passer ammodendri nigricans Stepanyan, 1961
- Accipiter gularis sibiricus Stepanyan, 1959